# محوطه کوه گر ۱
محوطه باستان کوه گر ۱ مربوط به سده‌های میانه دوران‌های تاریخی پس از اسلام است و در شهرستان سرباز، بخش آشار، ۶ کیلومتری شرق مرکز بخش آشار، ۳۰۰ متری شرق کوه گر ۲ واقع شده و این اثر در تاریخ ۲۷ اسفند ۱۳۸۶ با شمارهٔ ثبت ۲۲۶۸۸ به‌عنوان یکی از آثار ملی ایران به ثبت رسیده است.